# Leon VI
Leon VI, danh xưng Hiền nhân hay Triết gia (tiếng Hy Lạp: Λέων ΣΤ΄ ὁ Σοφός, Leōn VI ho Sophos, 19 tháng 9, 866 – 11 tháng 5, 912), là Hoàng đế Đông La Mã từ năm 886 đến 912. Là vị Hoàng đế thứ hai thuộc vương triều Makedonia (dù không rõ thân sinh), nổi danh về tài văn chương, đọc rộng hiểu nhiều, tinh thông kim cổ, vì vậy mới có tên hiệu đó. Dưới thời trị vì của Leon, sự phục hưng văn tự, vốn được khởi xướng từ thời tiên đế Basileios I thì đến thời ông vẫn còn tiếp tục; thế nhưng bản thân Đế quốc Đông La Mã cũng chứng kiến nhiều thất bại quân sự tại khu vực Balkan trong cuộc chinh phạt Bulgaria và chiến đấu chống lại người Ả Rập ở Sicilia và Aegea.

## Thiếu thời

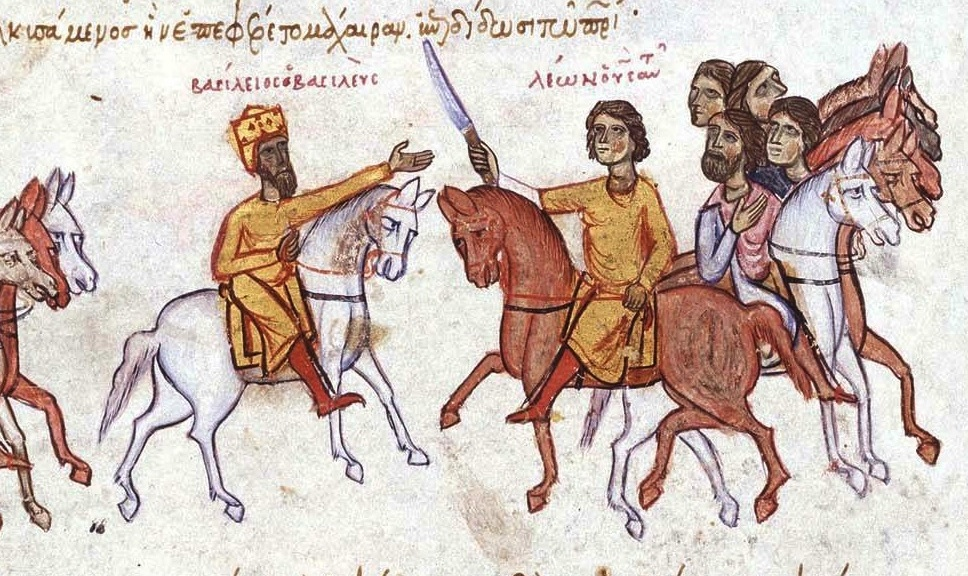
Chân dung Leon VI (phải) và Basileios I, lấy từ bản thảo thế kỷ 11 Ioannes Skylitzes.

Leon do Hoàng hậu Eudokia Ingerina sinh ra, có thể là đứa con ngoài giá thú của Hoàng đế Mikhael III hoặc là đứa con thứ hai của người kế vị ông là Basileios I gốc Makedonia. Eudokia còn là người tình của Mikhael III và vợ của Basileios. Nam 867, Basileios sai thủ hạ ám sát Mikhael rồi thay ông lên ngôi hoàng đế. Là người con cả thứ hai của Hoàng đế, Leon được phong làm đồng hoàng đế vào năm 870 và trở thành người thừa kế trực tiếp từ sau cái chết của ông anh họ Konstantinos vào năm 879. Tuy vậy, Leon và Basileios lại không ưa lẫn nhau; mối quan hệ giữa đôi bên chỉ xấu dần từ sau cái chết của Eudokia, khi Leon tỏ ra không hài lòng trong cuộc hôn nhân của mình với Theophano Martiniake, vẫn qua lại với tình nương Zoe Zaoutzaina. Basileios bèn gả Zoe cho một viên quan tầm thường và về sau suýt nữa thì bị Leon chọc mù mắt khi buộc tội ông này mưu phản. Ngày 29 tháng 8 năm 886, Basileios từ trần trong một vụ tai nạn đi săn, mặc dù ông đã tuyên bố ngay phút lâm chung rằng đã có một nỗ lực ám sát mà Leon có khả năng dính líu đến.

## Triều đại

### Đối nội

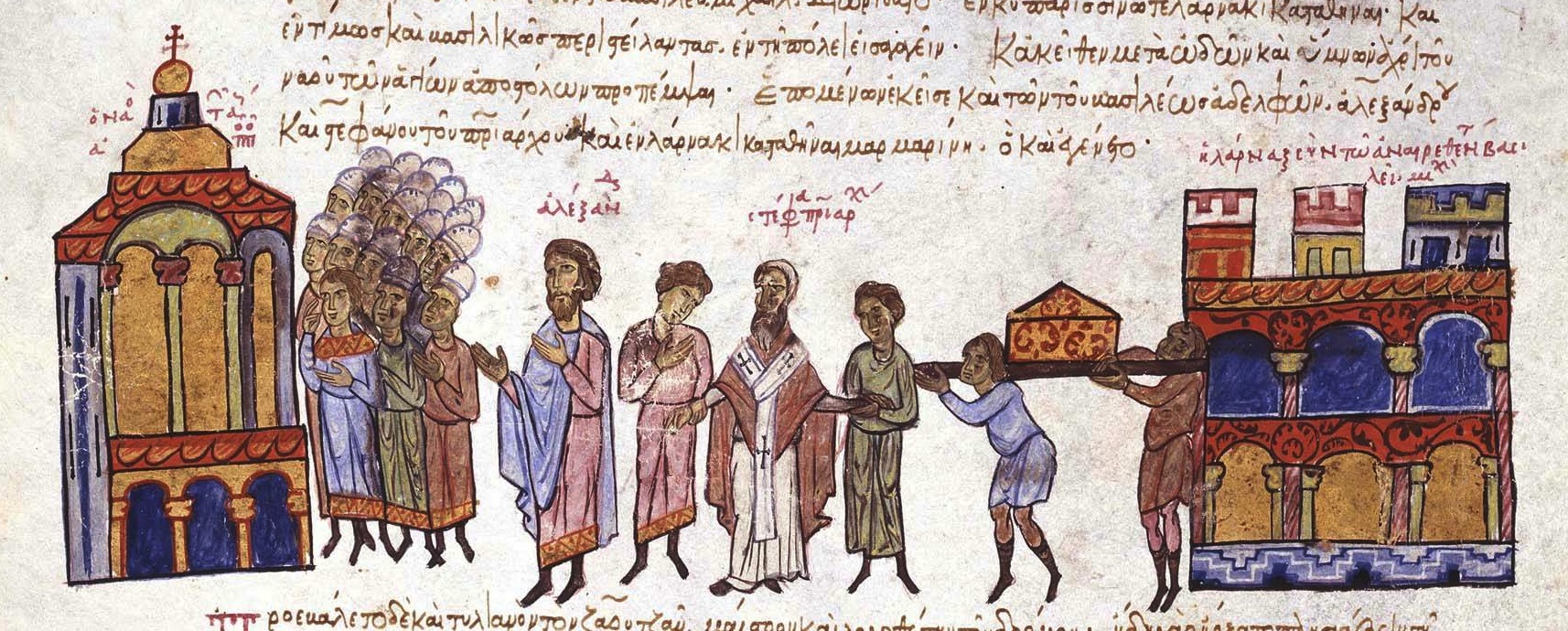
Lễ khai quật và di chuyển thành tích của Mikhael III tới Nhà thờ thánh các Tông đồ, tranh tiểu họa từ cuốn biên niên sử Skyllitzes Matritensis.

Một trong những hành động đầu tiên của Leon VI ngay khi lên ngôi là cho khai quật và cải táng di hài của Mikhael, với buổi lễ được tổ chức long trọng trong khu lăng mộ hoàng gia tại Nhà thờ các Thánh Tông Đồ ở Constantinopolis. Điều này góp phần vào sự nghi ngờ rằng Leon đích thực là con ruột của Mikhael. Tìm kiếm sự hòa giải chính trị, vị hoàng đế mới đã giành được sự ủng hộ của giới quan lại tại kinh thành và vây quanh ông gồm các quan chức như Stylianos Zaoutzes (cha của tình nương Zoe Zatanna) và viên thái giám Samonas, một kẻ đào ngũ người Ả Rập được Leon thăng lên cấp bậc patrikios và đứng ra làm cha đỡ đầu cho con của Leon là Konstantinos VII. Những nỗ lực của ông hòng kiểm soát các danh gia vọng tộc lớn (ví dụ như nhà Phokadai và Doukai) đôi khi dẫn đến những xung đột nghiêm trọng, đáng kể nhất là cuộc khởi nghĩa của Andronikos Doukas bùng nổ vào năm 906.
Leon còn cố gắng nắm quyền kiểm soát Giáo hội thông qua việc bổ nhiệm chức thượng phụ. Ông bãi miễn thầy dạy học cũ là Thượng phụ Photios và thay thế bằng người anh 19 tuổi Stephenos vào tháng 12 năm 886. Tới khi Stephenos mất vào năm 893, Leon thế chỗ bằng ứng cử viên của Zaoutzes là Antony II Kauleas cho đến lúc qua đời vào năm 901. Leon sau đó bèn nâng đỡ viên thư ký hoàng gia (mystikos) của riêng mình tên là Nicholas, nhưng nghi ngờ anh ta có liên quan vào vụ ám sát hụt hoàng đế vào năm 903, cũng như việc Nicholas từng ra sức phản đối cuộc hôn nhân lần thứ tư của Leon đã khiến ông phải đổi sang người cha tinh thần của Leon là Euthymios vào năm 907.
Nhà thờ Agios Lazaros tráng lệ ở Larnaca được xây dựng dưới thời Leon VI vào cuối thế kỷ 9, và nó đã được khởi công sau khi triều đình vận chuyển di hài của Thánh Lazaros từ Kríti tới Constantinopolis vào năm 890. Nhà thờ này là một trong những ví dụ tiêu biểu cho kiến trúc Đông La Mã. Leon cũng đã hoàn thành việc biên soạn Basilica, bản dịch tiếng Hy Lạp và cập nhật bộ luật được ban hành dưới thời Justinianus I, vốn được bắt đầu dưới thời kỳ trị vì của Basileios.

### Đối ngoại

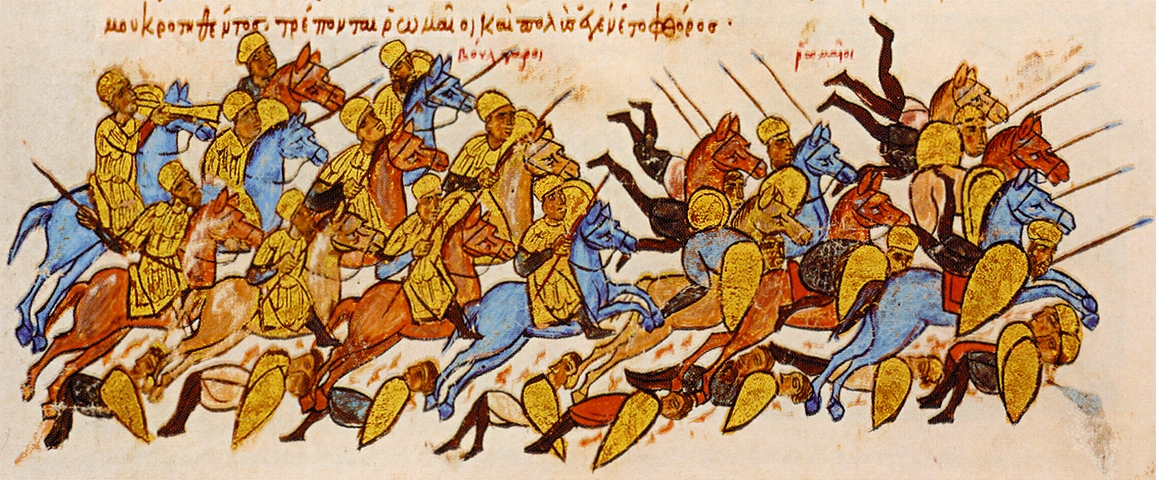
Quân Đông La Mã tháo chạy khỏi Boulgarophygon, bức tiểu họa lấy từ quyển Madrid Skylitzes

Vận may của Leon VI trong chiến tranh còn rối rắm hơn cả thời tiên đế Basileios. Chiều theo ý kiến của viên cố vấn trưởng Stylianos Zaoutzes, Leon đã phát động một cuộc chiến tranh với vua Simeon I của Bulgaria vào năm 894, nhưng mau chóng bị đánh bại. Phải hối lộ người Magyar tấn công Bulgaria từ phía bắc, Leo mới giành được thành công gián tiếp vào năm 895. Tuy nhiên, do mất đi các đồng minh mới của mình, hoàng đế đã phải chịu thua trong trận đánh chủ chốt ở Boulgarophygon vào năm 896 và bị ép đưa ra những nhượng bộ thương mại cần thiết và gánh chịu nghĩa vụ cống nạp hàng năm.
Dù giành được thắng lợi vào năm 900 trong cuộc chiến chống lại Tiểu vương quốc Tarsus, mà quân đội Ả Rập bị đánh tan tành và bản thân Tiểu vương bị bắt sống, ở phía tây Tiểu vương quốc Sicilia đưa quân đánh chiếm Taormina, tiền đồn cuối cùng của Đông La Mã nằm trên đảo Sicilia, vào năm 902. Tuy vậy, Leon vẫn tiếp tục đương đầu với áp lực về biên giới phía đông của mình thông qua việc tạo ra thema Lưỡng Hà mới, quân Đông La Mã còn tiến hành xâm lược xứ Armenia trong năm 902, và cướp phá thành Theodosiopolis, cũng như các cuộc đột kích thành công vào miền Thughur của người Ả Rập.

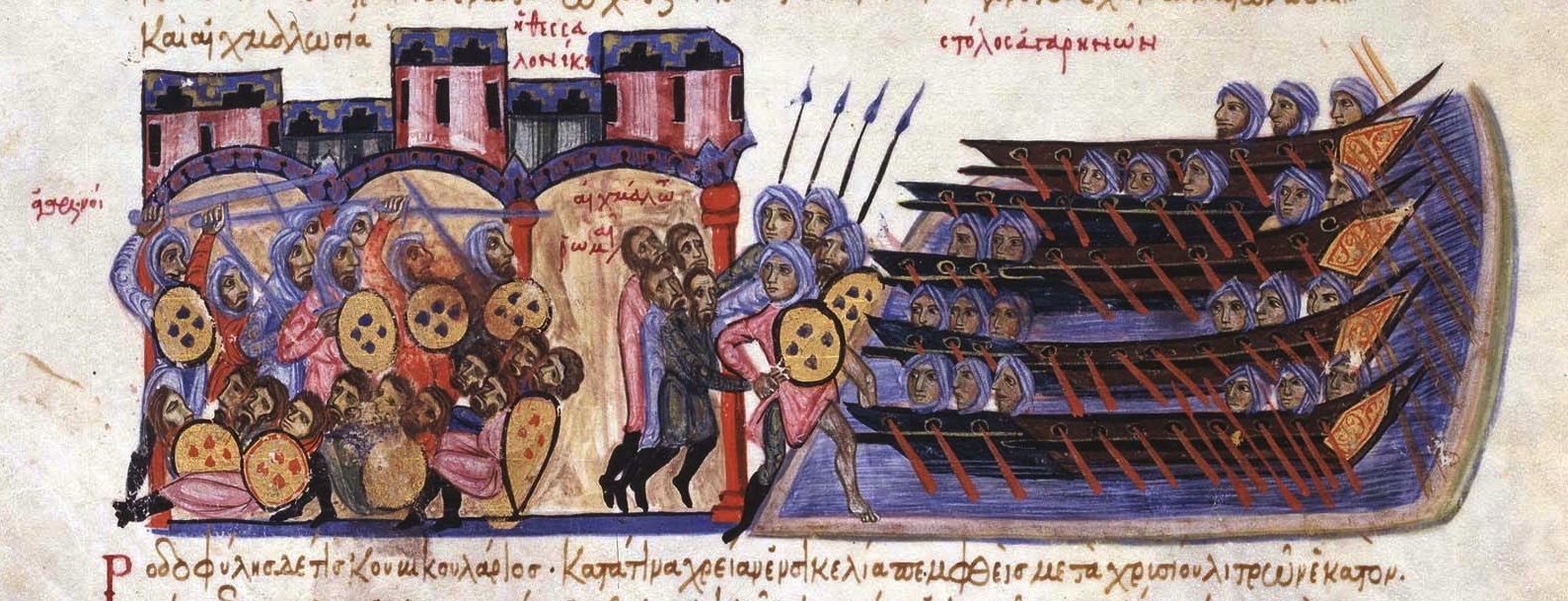
Leo Kẻ bội giáo cùng quân Ả Rập cướp phá Thessalonia, tranh từ cuốn Madrid Skylitzes.

Sau đó, năm 904 kẻ bội giáo Leo thành Tripolis cùng đám hải tặc cướp phá Thessalonica – một sự kiện được miêu tả trong Trận chiếm thành Thessalonica của Ioannes Kaminiates – trong khi một cuộc viễn chinh đại quy mô nhằm khôi phục Kríti dưới quyền tướng Himerios vào năm 911–912 gặp phải thất bại thảm hại. Tuy nhiên, cùng thời kỳ cũng chứng kiến sự thành lập các tỉnh quan trọng nơi biên ải (kleisoura) của Lykandos và Leontokome trên vùng lãnh thổ gần đây đoạt lấy từ người Ả Rập. Năm 907 người Rus Kiev dưới sự thống lĩnh của Oleg xứ Novgorod kéo sang tấn công kinh thành Constantinopolis, vốn dĩ đang tìm kiếm quyền kinh doanh thuận lợi với đế chế. Leon bèn đưa tiền hối lộ cho họ để cho yên chuyện, nhưng họ lại tấn công một lần nữa vào năm 911, và sau cùng cả hai bên cũng chịu ký kết một hiệp ước thương mại với nhau.

### Hôn nhân

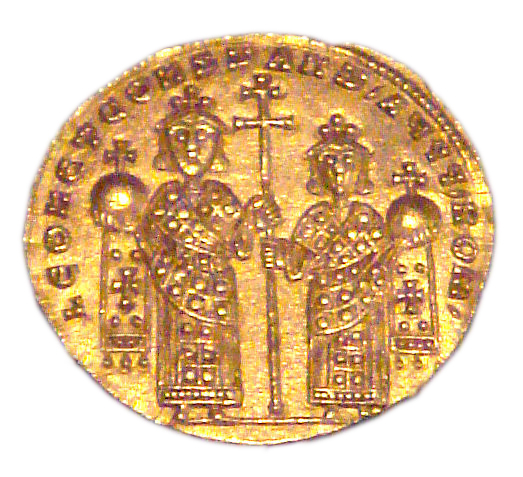
Đồng xu vàng solidus của Leon VI và Konstantinos VII Porphyrogennetos, 908–912.

Leon VI đã gây ra một vụ bê bối lớn với vô số những cuộc hôn nhân của ông không sản sinh ra được một người thừa kế ngai vàng hợp pháp. Người vợ đầu tiên Theophano do phụ hoàng ép ông phải cưới chỉ vì mối liên hệ của gia tộc bà với Martinakioi, mà Leon ghét cay ghét đắng, mất vào năm 897, và Leon ung dung đi lấy người tình Zoe Zaoutzaina, con gái của viên cố vấn trung thành Stylianos Zaoutzes, dù người vợ thứ hai này cũng từ trần hai năm sau đó. Nhờ vào cuộc hôn nhân này mà Leon đã tạo ra danh hiệu basileopatōr ("người cha của hoàng đế") dành cho vị nhạc phụ này.
Sau cái chết của Zoe thì lần hôn nhân thứ ba này xét cho cùng lại không được danh chính ngôn thuận, nhưng ông vẫn cứ kết hôn nữa, chỉ đến khi người vợ thứ ba Eudokia Baïana mất vào năm 901. Thay vì kết hôn lần thứ tư, vốn đã là tội nặng hơn so với lần hôn nhân thứ ba (theo lời Thượng phụ Nicholas Mystikos) thì Leon vẫn dan díu với tình nương Zoe Karbonopsina. Hai người chỉ kết hôn sau khi Zoe hạ sinh một đứa con trai kháu khỉnh vào năm 905, nhưng lại vấp phải sự chống đối từ tòa thượng phụ. Mãi đến lúc hoàng đế đưa Euthymios vào thế chỗ cho Nicholas Mystikos, hôn sự của Leon mới được giáo hội công nhận (dù phải kèm theo lễ giải tội dài lâu và có một sự bảo đảm rằng Leo sẽ cấm tất cả các cuộc hôn nhân thứ tư trong tương lai).

### Kế vị
Konstantinos VII trong tương lai chính là đứa con ngoài giá thú chào đời trước cuộc hôn nhân không theo lễ giáo với Zoe Karbonopsina. Nhằm củng cố tư cách kế thừa ngôi báu của con mình, Leon đã làm lễ đăng quang cho đứa trẻ làm đồng hoàng đế vào ngày 15 tháng 5 năm 908, khi nó vừa mới tròn hai tuổi. Leon VI băng hà vào ngày 11 tháng 5 năm 912. Hoàng đệ là Alexandros nối ngôi hoàng đế cùng với cha và anh mình kể từ năm 879.

## Tác phẩm

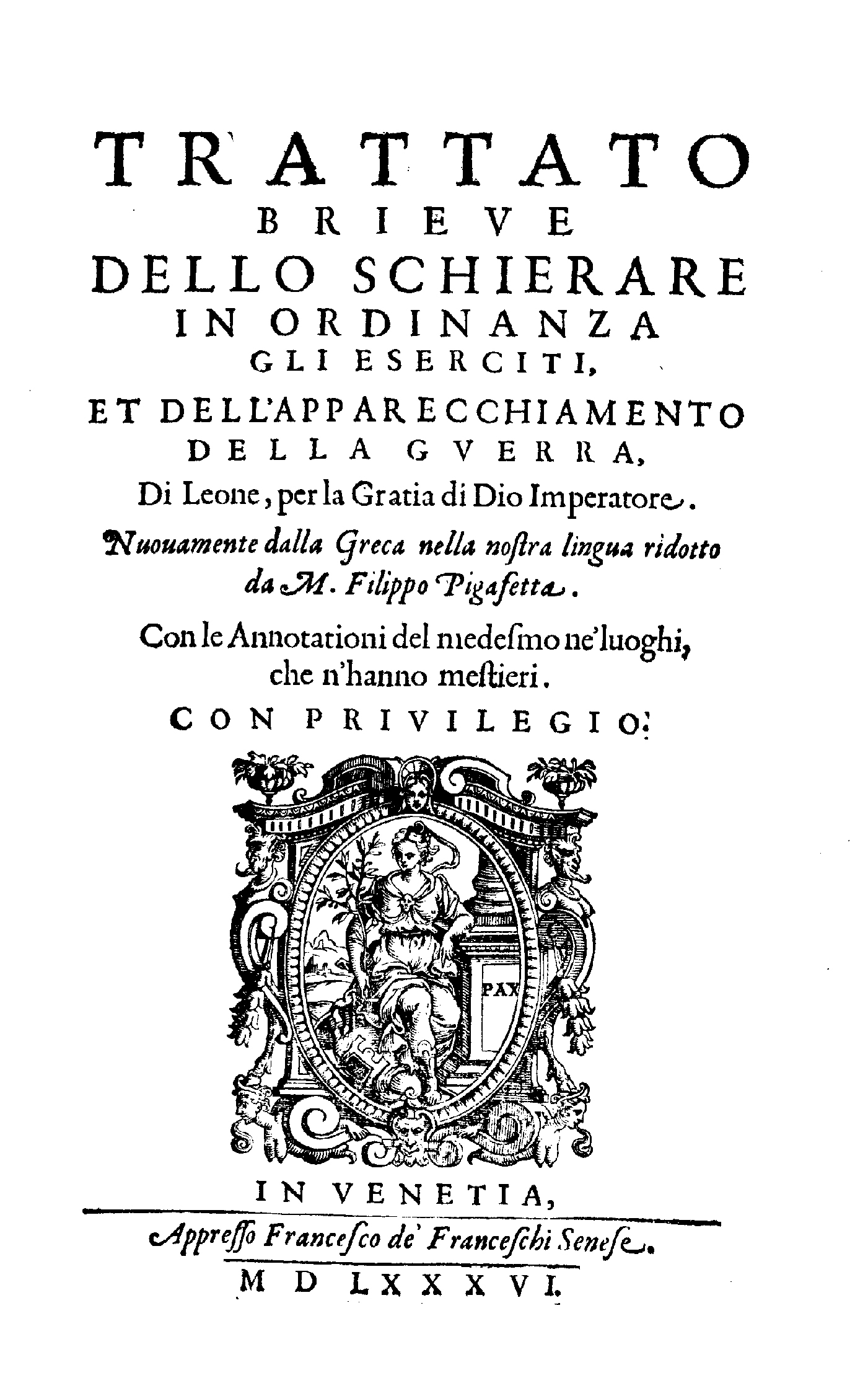
Tác phẩm Tactica dưới sự bảo trợ của Leon VI.

Leon VI là một nhà văn sung mãn và lần lượt cho ra đời những tác phẩm về nhiều chủ đề khác nhau và theo nhiều phong cách riêng biệt, bao gồm diễn văn chính trị, thơ nghi lễ, thánh ca và các bài chính luận thần học. Trong nhiều trường hợp, đích thân hoàng đế đã phát biểu những bài thuyết giáo khúc chiết và mài giũa cao độ trong các nhà thờ của đô thành Constantinopolis.
Về nội dung chủ yếu trong các tác phẩm và chính luận về pháp chế, hoàng đế cho thành lập một ủy ban luật để thực hiện ý định ban đầu của phụ hoàng nhằm hệ thống hóa tất cả luật lệ hiện hành của Đông La Mã. Kết quả cuối cùng là một bộ tác phẩm đồ sộ gồm 60 quyển tựa đề Basilika. Viết bằng tiếng Hy Lạp, Basilika được dịch lại và sắp xếp theo hệ thống gần hết luật pháp được bảo tồn trong Corpus Juris Civilis, qua đó cung cấp nền tảng làm nên tất cả luật pháp Đông La Mã sau này. Leon sau đó bắt đầu hợp nhất các bộ luật mới từng được ban hành trong suốt triều đại của mình vào Basilika. Được gọi bằng cái tên "Tân pháp" hoặc "Luật mới", đây là những đạo luật dùng để giải quyết những vấn đề gây tranh cãi đương thời, chẳng hạn như việc cấm hôn nhân lần thứ tư. Cả hai bộ Basilika và Tân pháp đều chú trọng tới luật Giáo hội (Giáo luật) cũng như luật thế tục. Điều quan trọng nhất, đứng từ góc độ lịch sử, thì họ rốt cuộc đã bỏ đi nhiều di sản và hình mẫu hiến pháp mà Đế quốc Đông La Mã được thừa hưởng từ Đế chế La Mã và thậm chí cả những ngày đầu của nền Cộng hòa La Mã. Những định chế kiểu xưa như Curia, Viện nguyên lão và ngay cả chức Quan chấp chính cuối cùng đều bị loại bỏ khỏi góc độ pháp lý, dù chúng vẫn tiếp tục tồn tại với quy mô nhỏ hơn dưới vỏ bọc tô điểm cho chế độ.
Cuốn Kletorologion và Sách về Eparch nghi là của Philotheos cũng được phát hành dưới cái tên của Leon và biểu thị mối quan tâm của ông đến chính quyền trong việc tổ chức và duy trì trật tự công cộng. Sách về Eparch mô tả các điều lệ và quy định về mậu dịch và tổ chức thương mại ở Constantinopolis, trong khi Kletorologion là một nỗ lực để chuẩn hóa bộ máy quan lại và phẩm hàm tại triều đình Đông La Mã. Leon còn là tác giả hay ít nhất là nhà bảo trợ của Tactica, một bài chính luận trứ danh nói về các hoạt động quân sự. Những thế hệ mai sau đều nhìn nhận Leon như một nhà tiên tri và một pháp sư, nên đã sớm thu thập các bài sấm thi và một số bản văn tiên đoán ngắn, gọi chung là Sấm ký Leon VI, ít nhất một phần là dựa vào các nguồn thư tịch Hy Lạp trước đó, đã gắn liền với tên gọi của Hoàng đế trong nhiều thế kỷ về sau và mọi người đều tin là nó dự báo về tương lai của thế giới.

## Gia quyến
Leon VI có với người vợ đầu Theophano Martiniake một người con gái:
- Eudokia, mất vào năm 892.[41]

Leon có với người vợ thứ hai Zoe Zaoutzaina một người con gái:
- Anna,[35] được cho là đã kết hôn với Hoàng đế La Mã Thần thánh Ludwig III.[42]

Leon có với người vợ thứ ba Eudokia Baïana một người con trai:
- Basileios, chỉ sống được trong vài ngày.[32]

Leon có với người vợ thứ tư Zoe Karbonopsina hai đứa con:
- Anna
- Konstantinos VII